# Els germans
Els germans (Adelphi o Adelphoe) és una comèdia del dramaturg llatí Terenci representada per primer cop al 160 aC, al funeral de Luci Emili Paul·le Macedònic i inspirada en una obra grega de Menandre amb idèntic nom. Va ser l'última obra que escrigué l'autor.

## Argument
Ctesifó rep una educació estricta del seu pare Dèmeas, mentre que Èsquinus, l'altre fill, és tractat amb molta tolerància pel seu oncle Mició. Èsquinus ha seduït la filla de Sòstrata, Pàmfila, mentre que Ctesifó està enamorat d'una citarista. Per complaure el seu germà, Èsquinus rescata violentament la citarista del seu propietari. Això proporciona a Sòstrata la prova de la deslleialtat del seu futur gendre, mentre que Dèmeas s'adona dels amargs fruits dels liberals mètodes educatius del seu germà. Ara, però, s'assabenta que realment el seu propi fill Ctesifó és l'amant de la citarista. Llavors, canvia la tàctica completament i passa a ser generós amb tothom, a costa de Mició. Èsquinus pot casar-se amb Pàmfila, Ctesifó pot mantenir la seva arpista i Mició pot casar-se amb la vella Sòstrata. Al final, els fills accepten fins i tot el seu estricte pare. Aquesta és una obra de problemes i revelacions sense intriga o reconeixement.

## Personatges
Ctesifógermà d'Èsquinus, fill de Dèmeas, és el protagonista i l'objecte d'una estricta educació. Enamorat d'una citarista.
Èsquinusgermà de Ctesifó, és equiparable al personatge de l'esclau d'altres obres de teatre llatines, en el sentit que és propens a provocar embolics i enredar els personatges. Té una amant a qui viola i deixa embarassada: Pàmfila.
Dèmeaspare de Ctesifó i Èsquinus, s'oposa al liberalisme del seu germà Mició, i està caracteritzat per la seva rigidesa.
Miciógermà de Dèmeas, educador d'Èsquinus. La combinació d'aquest personatge amb el seu germà Dèmeas ens mostra el vell precepte de la filosofia grega que predica la moderació i el punt intermedi, aquest cas entre la rigidesa i la disbauxa.
Sòstratala mare de Pàmfila, prototip de la matrona romana.
Pàmfilala virgo o noia jove, propensa a enamorar-se i a originar embolics a causa d'aquest desig.
Citaristasegona virgo o noia jove.

## Valoració crítica
Es tracta d'una obra d'embolics i enganys, però amb un rerefons molt interessant i de profunda influència grega: el problema de l'educació dels joves, extrapolable al problema de governar una ciutat. Estudiosos com Von Albrecht recalquen que la introducció de l'obra és una obra mestra per la informació que dona únicament amb un diàleg entre dos personatges, i pels dos arguments paral·lels. A més, és una de les poques obres terencianes que conté un càntic a l'estil plautià (vv. 610-616).